# Сосновий Бір (Улан-Уде)
Сосновий Бір (Улан-Уде-40) — колишнє відокремлене військове містечко за 20 км на схід від центральної частини столиці Республіки Бурятія — міста Улан-Уде. Гарнізон розформовано та знято з обліку Міністерства оборони РФ. З жовтня 2011 року містечко виключене з переліку відокремлених населених пунктів Збройних сил РФ і відкрите для відвідувань. Правовий статус Соснового Бору незрозумілий, але планується ввести його до складу Міського округу Улан-Уде.
Містечко має сучасну архітектурну забудову з повним комплексом соціально-побутових зручностей. Є військовий госпіталь, поліклініка, спортивний комплекс, середня школа, два дитячі садки, гарнізонний Будинок офіцерів, Будинок дитячої творчості, відділення зв'язку, банно-пральний комбінат, комбінат побутового обслуговування, два готелі.
У 1990 ріку в містечку проживало 8500 жителів у 180 будинках і квартирувалося до 2000 військовослужбовців.
У серпні 2011 року в Сосновому Бору проходили переговори президента Росії А. Медведєва з керівником КНДР Кім Чен Іром.
З 2011 року тут дислокується 102-а окрема бригада матеріально-технічного забезпечення (в/ч 72155) 36-ї загальновійськової армії. Поруч знаходиться однойменний військовий полігон Східний військовий округ Східного військового округу.
19 січня 2018 року о 9:35 за місцевим часом стався напад на школу № 5. Дев'ятикласник кинув коктейль Молотова в кабінет, де знаходилися учні 7 класу, і став бити сокирою людей, що вибігали. Підліток спробував накласти на себе руки, вдаривши себе ножем і вистрибнувши з вікна. Постраждали 7 людей: вчителька, 5 учнів 7 класу і сам нападник.